# Torsten Frings
Torsten Klaus Frings (Würselen, 22 de novembro de 1976) é um treinador e ex-futebolista alemão que atuava como volante. Atualmente está sem clube.

## Carreira como jogador
Frings começou a jogar futebol aos seis anos de idade. Na ocasião, ingressou nas categorias de base do Rot-Weiß Alsdorf. Depois de passar pela base do Rhenania Alsdorf, ingressou no juvenil do Alemannia Aachen, onde ficou até 1994, quando foi promovido aos profissionais.
Volante versátil que podia atuar em diversas funções no meio-campo (chegou também a jogar na lateral-direita), Frings era dono de um chute poderoso de fora da área, sendo considerado por muitos como um dos melhores volantes de seu país. Se destacou no final da década de 1990 e no início da década de 2000 pelo Werder Bremen, onde já começou a ser sondado por outros clubes da Europa. As boas atuações renderam-lhe uma vaga na Copa do Mundo FIFA de 2002. Depois disso, passou por Borussia Dortmund e Bayern de Munique, para em 2005 voltar ao Werder Bremen, clube do seu coração, por onde ficou até junho de 2011.
Após deixar o Bremen e cogitar a aposentadoria, Frings acertou por dois anos com o Toronto FC, do Canadá, que disputa a Liga Norte-Americana (Major League Soccer).

### Seleção Nacional
Jogou durante nove anos pela Seleção Alemã, disputando duas Copas do Mundo FIFA, duas Eurocopas e a Copa das Confederações FIFA de 2005. Ganhou destaque mundial pela Seleção na Copa do Mundo FIFA de 2006, que foi realizada na própria Alemanha. No jogo de estreia do torneio, Frings marcou o quarto gol na vitória alemã por 4 a 2 sobre a Costa Rica. No total pela Nationalelf entre 2001 e 2009, Frings atuou em 79 partidas e marcou 10 gols.

## Carreira como treinador
Iniciou sua carreira como técnico em dezembro de 2016, assumindo o Darmstadt 98, da Alemanha, e assinando contrato por uma temporada.

## Títulos como jogador
Werder Bremen
- Copa Intertoto da UEFA: 1998
- Copa da Alemanha: 1998–99 e 2008–09
- Copa da Liga Alemã: 2006

Bayern de Munique
- Copa da Liga Alemã: 2004
- Bundesliga: 2004–05
- Copa da Alemanha: 2004–05

Toronto FC
- Trillium Cup: 2011
- Campeonato Canadense: 2012